# Virginia Slims of Fort Lauderdale
Il Virginia Slims of Fort Lauderdale è stato un torneo femminile di tennis che si disputava a Fort Lauderdale negli USA su campi in terra rossa. Nel 1973 ha preso il nome di USLTA Fort Lauderdale perché facente parte dello USLTA Tour.

## Albo d'oro

### Singolare
| Anno | Campionessa    | Finalista        | Punteggio     |
| ---- | -------------- | ---------------- | ------------- |
| 1971 | Françoise Dürr | Billie Jean King | 6–3, 3–6, 6–3 |
| 1972 | Chris Evert    | Billie Jean King | 6–1, 6–0      |
| 1973 | Chris Evert    | Virginia Wade    | 6–1, 6–2      |
| 1974 | Chris Evert    | Kerry Reid       | Walkover      |

### Doppio
| Anno | Campionesse                   | Finalista                      | Punteggio     |
| ---- | ----------------------------- | ------------------------------ | ------------- |
| 1971 | Non disputato                 | Non disputato                  | Non disputato |
| 1972 | Judy Tegart / Françoise Dürr  | Nancy Richey / Virginia Wade   | 6–3, 6–2      |
| 1973 | Gail Sherriff / Virginia Wade | Evonne Goolagong / Janet Young | 4–6, 6–3, 6–2 |
| 1974 | Françoise Dürr / Betty Stöve  | Patti Hogan / Sharon Walsh     | 6–3, 6–2      |